# マルチプレクサ

マルチプレクサとデマルチプレクサの動作デモ

マルチプレクサ、多重器、多重装置、多重化装置、合波器(multiplexer)は、ふたつ以上の入力をひとつの信号として出力する機構である。通信分野では多重通信の入口の装置、電気・電子回路では複数の電気信号をひとつの信号にする回路である。しばしばMUX等と略される。

## 通信
通信分野では、マルチプレクサは複数本のデータストリームをまとめ、多重化された1本のストリームとする。情報理論に従って、元の帯域幅を合計した帯域幅が送出側には必要である。これを使うと複数のデータストリームをある場所から別の場所へひとつのリンクで送ることができ、コストを低減できる。
受信側では対応するデマルチプレクサが必要である。多重化されたストリームを本来の複数のストリームに戻す。受信側が単純なデマルチプレクサでない場合もあるが、デマルチプレクサの機能は論理的には残っている。
たとえば、マルチプレクサが複数のIPネットワークのユーザのデータをまとめ、ルータがそれを読み取って、内部のプロセッサがデマルチプレクサの役割を果たし、個々のIPパケットに分割する。
マルチプレクサとデマルチプレクサをひとつの装置にまとめ、全体としてマルチプレクサと呼ぶことも多い。双方向通信のために両方の機能が必要になることが多いためである。
実世界の例としては、人工衛星や宇宙船、あるいは遠隔操縦の乗り物などを遠隔測定をするときの装置やコンピュータからの通信で使われる。

## ディジタル回路

### マルチプレクサ

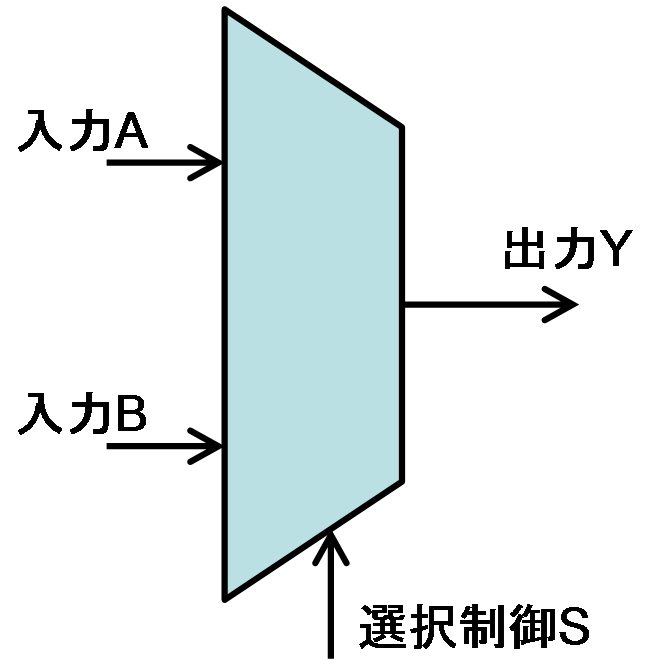
マルチプレクサの概略図

ディジタル回路では、マルチプレクサは、n本の制御入力、2n本のデータ入力と1本のデータ出力、を持つ回路である。素子としてまとめたものは回路図では縦横比の大きい矩形や横長の等脚台形で表し、短辺に制御入力、台形の場合は広い側に入力、狭い側に出力を生やす。
選択制御入力(selection inputs)に従い、複数の入力信号のうちからひとつを選び、出力信号とする。
2入力マルチプレクサを単純な論理ゲートの組み合わせで実装した例を示す。入力 A か 入力 B のいずれかを、選択制御入力 S の値にしたがって、出力 Y として選択する。積和標準形では以下の通り。
{\displaystyle Y=(A\cdot S)+(B\cdot {\bar {S}})}
真理値表では以下の通り。
| A | B | S | Y         |
| - | - | - | --------- |
| 0 | 0 | 0 | 0 (B選択) |
| 0 | 0 | 1 | 0 (A選択) |
| 0 | 1 | 0 | 1 (B選択) |
| 0 | 1 | 1 | 0 (A選択) |
| 1 | 0 | 0 | 0 (B選択) |
| 1 | 0 | 1 | 1 (A選択) |
| 1 | 1 | 0 | 1 (B選択) |
| 1 | 1 | 1 | 1 (A選択) |

あるいは、カルノー図で表すと以下のようになる。
|    |    | S |   |
|    |    | 0 | 1 |
| AB | 00 | 0 | 0 |
| AB | 01 | 1 | 0 |
| AB | 11 | 1 | 1 |
| AB | 10 | 0 | 1 |

大きなマルチプレクサも一般的である。
例えば8入力マルチプレクサは8本のデータ入力と3本の選択制御入力がある。
データ入力を X0 から X7 まで名付け、選択制御入力を S4、S2、そして S1 と名付ける。
S4 と S1 が真で S2 が偽なら、出力は X5 と等しくなる。

#### マルチプレクサの連結
小さいマルチプレクサを複数連結することで大きなマルチプレクサを構成可能である。例えば 8入力マルチプレクサは、2個の4入力マルチプレクサの出力を1個の2入力マルチプレクサの入力に接続することで構成できる。2個の4入力マルチプレクサの選択制御入力（2本）には同じ信号を接続するので、全体として選択制御入力は3本となり、8入力マルチプレクサと等価になる。

#### マルチプレクサ機能のあるIC
7400シリーズのマルチプレクサ機能を持つICを以下に列挙する。
| IC型番 | 機能       | 出力状態                        |
| ------ | ---------- | ------------------------------- |
| 74157  | 2入力MUX×4 | 出力は入力と同じ                |
| 74158  | 2入力MUX×4 | 出力は入力を逆転させたもの      |
| 74153  | 4入力MUX×2 | 出力は入力と同じ                |
| 74352  | 4入力MUX×2 | 出力は入力を逆転させたもの      |
| 74151A | 8入力MUX   | 出力は2本。一方は逆転させたもの |
| 74152  | 8入力MUX   | 出力は入力を逆転させたもの      |
| 74150  | 16入力MUX  | 出力は入力を逆転させたもの      |

### デマルチプレクサ

4出力デマルチプレクサの回路図

機能的には出力のうちのどれかを選んで出力する「セレクタ」であり、そのように呼ばれることもある。デマルチプレクサはひとつの入力といくつかの選択制御入力、複数の出力から構成される。選択制御入力の値にしたがってデータ入力をいずれかの出力に送り出す。
例えば、8出力デマルチプレクサは、ひとつのデータ入力 (X)、3つの選択制御入力 (S4, S2, and S1)、8つのデータ出力 (A0 ～ A7) を持つ。S4 と S1 が High で S2 が偽なら、出力 A5 が X と等しくなる。他の出力は全て Low となる。
デマルチプレクサの入力を常に High に固定したものはデコーダであり、選択制御入力に応じて常にどれか1本のデータ出力が High になる。

#### 汎用ロジックIC
以下は74シリーズ汎用ロジックICのデマルチプレクサである。
| IC型番 | 機能         | 出力状態                             |
| ------ | ------------ | ------------------------------------ |
| 74139  | 4出力DEMUX×2 | 出力は入力を逆転させたもの           |
| 74155  | 4出力DEMUX×2 | 両方の出力がある。                   |
| 74156  | 4出力DEMUX×2 | 出力はオープンコレクタ               |
| 74138  | 8出力DEMUX   | 出力は入力を逆転させたもの           |
| 74154  | 16出力DEMUX  | 出力は入力と同じ                     |
| 74159  | 16出力DEMUX  | 出力はオープンコレクタで、入力と同じ |

## アナログ回路
アナログ回路では、上記のマルチプレクサ及びセレクタのデータ入出力に方向性が無く、あたかもワイヤで直結されているかのように双方向に信号がやりとりできる回路がある。原理的にマルチプレクサとセレクタの働きを同時に持ち「アナログスイッチ」等と呼ばれている。
4000シリーズ汎用ロジックICでは4016・4066, 4051・4052・4053がアナログスイッチである。（4066は4016のオン抵抗を下げた改良版で、メーカーによっては4016番は別の機能ICに使っていることもあるので注意）
応用はさまざまだが、例えば、複数の監視カメラの映像信号をひとつのディスプレイで受けるときに時間を区切って自動的に映像信号を切り替える、といった電子回路に使われる。